# Hydraena indica
Hydraena indica är en skalbaggsart som beskrevs av Armand D'Orchymont 1920. Hydraena indica ingår i släktet Hydraena och familjen vattenbrynsbaggar. Inga underarter finns listade i Catalogue of Life.